# Dragoș Agache
Pour les articles homonymes, voir Agache.
Dragos Agache (né le 8 mars 1984 à Brăila) est un nageur roumain, spécialiste de la brasse.

## Carrière
Lors des Championnats d'Europe 2010, il est médaillé d'argent lors du 50 m brasse avec un temps de 27 s 47. En 2012, il participe aux Jeux olympiques de Londres, se classant 37e des séries du 100 m brasse.